# Llondro

Aparell d'un llondro. En el trinquet, la presència de tres veles era excepcional.

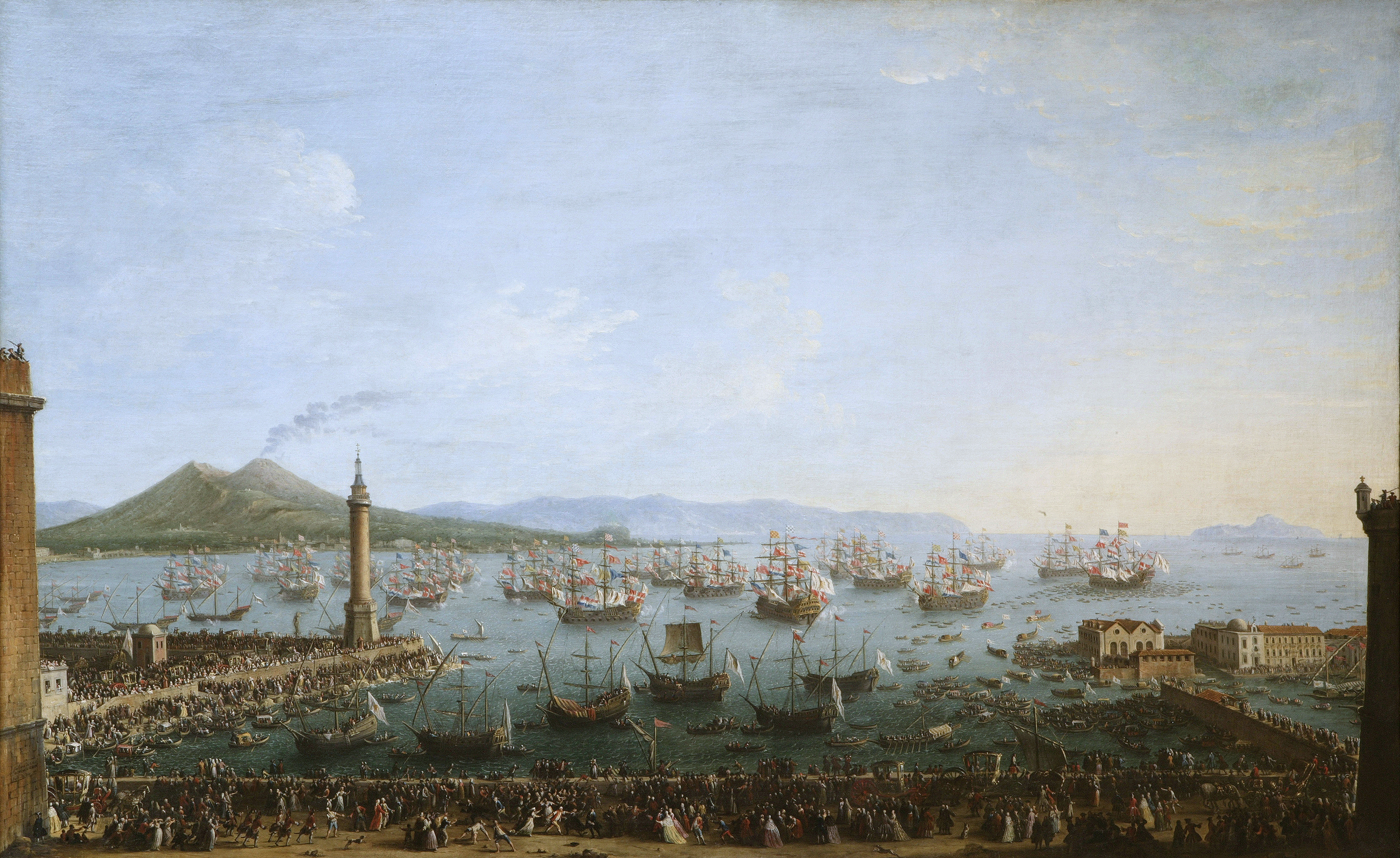
Arribada de Carles III a la ciutat de Nàpols. A baix uns quants llondros amb l'arbre mestre caire.

En terminologia nàutica un llondro és una mena de vaixell mercant de vela aparellat amb tres pals: el trinquet amb veles quadres i, l'arbre mestre i el de mitjana amb veles llatines. Generalment els llondros eren de petites dimensions i podien desplaçar-se amb rems.

## Aparell
Hi havia llondros aparellats amb tres veles llatines, com els xabecs. La diferència era clara. Els llondros tenien un buc arrodonit i feixuc, amb més mànega i calat que els xabecs, cercant la capacitat de càrrega i la solidesa, en detriment de la velocitat.
Sovint un dels pals hissava veles quadres. Generalment el trinquet (el pal situat més a proa), tot i que també podia tractar-se de l'arbre mestre (el del mig).

## Desplaçament
Segons diversos documents els llondros podien ser des de 200 quintars fins a 2000 quintars. Eren vaixells relativament petits.

## Documents
- 1301. Els “londri” (en llatí i en plural) són esmentats en els estatuts de Cattaro (Statuta et leges civitatis Cathari).[9]
- 1553. Llondro de Cadaqués de 300 quintars. Propietat d'Antoni Marés.[10]
- 1702. Un llondro de 400 quintars de Sant Feliu transporta una càrrega de sardines a Bellcaire.
- 1707. Llondro Santacreu.[11]
- 1740. Llondro de la Mare de Déu del Sofratge a la platja de Benidorm.[12][13]
  - La segona referència parla d'una "falúa" (en castellà).
- 1752. Llondro català navegant cap a Itàlia.[14]
- 1828. Llondro San Antonio, esmentat en un contracte de venda fictici com a exemple en un llibre de lleis.[15]